# Pafos
Pafos (grško Πάφος, turško Baf) je obmorsko mesto na jugovzhodu Cipra in glavno mesto okrožja Pafos. V klasični antiki sta se dve lokaciji imenovali Pafos: Stari Pafos, danes znan kot Kouklia in Novi Pafos. Kraj je znan kot turistično središče od srede 1970. let, ko sta bili ob Pafosu in bližnjem Limassolu zgrajeni letališči; pred tem je bil množično obiskan le severni del otoka. Mesto ima po popisu iz leta 2011 približno 33.000 prebivalcev, v širšem mestnem območju pa živi še enkrat toliko ljudi.

## Ime
Ime Pafos se zgodovinsko pravzaprav nanaša na dve naselji, Stari Pafos (Palaepafos), ki je stal deset stadijev od obale in imel pristanišče, ter Novi Pafos (Neapafos) bolj v notranjosti. Sodobni Pafos je zrastel na mestu Novega Pafosa, Stari Pafos pa je v obdobju vladavine cesarja Avgusta uničil potres, nakar je bil obnovljen kot Augusta. Danes stoji na tem mestu vas Kouklia. Po izročilu je v Starem Pafosu prišla iz morja boginja ljubezni in lepote Afrodita, zato so jo imeli Pafijci za svojo. V naselju je bilo znano svetišče, katerega visoki svečenik je imel versko avtoriteto nad vsem Ciprom. Pafos je omenjen v Novi zavezi kot kraj, kamor sta prišla na svojem misijonarskem potovanju sveti Pavel in sveti Barnaba ter spreobrnila rimskega prokonzula v krščanstvo.

## Zgodovina

### Mit o ustanovitvi
V mitu o ustanovitvi je ime mesta povezano z boginjo Afrodito, saj je bil istoimenski Pafos sin (ali pri Ovidu hči) Pigmaliona, čigar kultno podobo Afrodite iz slonovine je boginja oživela kot »mlečno bela« Galatea.
Avtor Biblioteke podaja genealogijo.ref>Bibliotheke, iii.14.3.</ref> Pigmalion je bil tako predan kultu Afrodite, da je kip odnesel v svojo palačo in ga hranil na svojem kavču. Daimon boginje je vstopil v kip in živa Galatea je Pigmalionu rodila sina Pafosa in hčer Metharme. Kinira, za katerega so razpravljali, ali je Pafosov sin ali Metharmin snubec, je ustanovil mesto pod Afroditinim pokroviteljstvom in tam zgradil velik tempelj boginji. Po drugi legendi, ki jo je ohranil Strabon (xi. str. 505), so ga ustanovile Amazonke.

### Stari Pafos
Stari Pafos (Palaepaphos), zdaj znan kot Kouklia (gršk: Κούκλια; turško Kukla ali Konuklia) (Engel, Kypros, zv. i. str. 125), je na hribu [11] vzhodno od sodobnega mesta. Imel je cesto, ki je segala nekaj milj do morja. Bil je nedaleč od rta Zefirium in izliva potoka Bocarus.
Arheologija kaže, da je bil stari Pafos naseljen že od neolitika. Bil je središče Afroditinega kulta. Afroditino mitično rojstno mesto je bilo na otoku. Ustanovni mit je prepleten z boginjo, tako da je Stari Pafos postal najbolj znano in pomembno mesto za čaščenje Afrodite v starodavnem svetu.
Grška imena dveh starodavnih kraljev, Etevandros in Akestor, sta potrjena v ciprski zlogovni pisavi na predmetih iz 7. stoletja pr. n. št., najdenih v Kourionu.

### Afrodita in Pafos
Grki so se strinjali, da je Afrodita pristala na mestu Pafos, ko se je dvignila iz morja. Po Pavzaniju (i. 14), čeprav je bilo njeno čaščenje uvedeno v Pafosu iz Sirije, je bilo veliko bolj verjetno, da je bilo feničanska izvora. Preden ga je arheologija dokazala, je veljalo, da je bil Afroditin kult vzpostavljen pred Homerjevim časom (okoli 700 pr. n. št.), saj sta Afroditin gaj in oltar v Pafosu omenjena v Odiseji (viii. 362). Arheologija je ugotovila, da so Ciprčani pred prihodom celinskih Grkov častili boginjo plodnosti v kultu, ki je združeval vidike Egeja in vzhodne celine. Ženske figurice in obeski, najdeni v neposredni bližini, segajo v začetek 3. tisočletja. Temenos je bil dobro uveljavljen, preden so bile postavljene prve strukture v pozni bronasti dobi:
Od takrat je obstajala neprekinjena kontinuiteta kulta do leta 391 našega štetja, ko je rimski cesar Teodozij I. prepovedal vse poganske vere in je svetišče propadlo v ruševine, v katerih ga najdemo danes.— Ashmolean Museum
Stari Pafos je bil središče čaščenja Afrodite za ves egejski svet. Cinyradae ali potomci Cinyrasa so bili glavni duhovniki; grški po imenu, vendar feničanskega izvora. Njihova moč in oblast sta bili veliki, vendar je iz nekaterih napisov mogoče sklepati, da sta jih nadzorovala senat in zbor ljudstva. Tu je bilo tudi orakelj. Malo je mest, ki so jih pesniki tako opevali in poveličevali. Ruševine velikega Afroditinega svetišča so še vedno vidne, njegov obod pa označujejo ogromni temeljni zidovi. Po uničenju v potresu ga je ponovno zgradil Vespazijan, na čigar kovancih je predstavljen, pa tudi na prejšnjih in kasnejših ter v slogu na tistih Septimija Severja. Iz teh predstavitev in obstoječih ruševin je Gustav Friedrich Hetsch, arhitekt iz Københavna, poskušal obnoviti stavbo.

### Novi Pafos
Novi Pafos (Nea Paphos) je bil ustanovljen na morju v bližini naravnega pristanišča. Mesto je ležalo približno 60 stadijev ali 12 km severozahodno od starega mesta. Imelo je tudi ustanovitveni mit: ustanovil naj bi ga Agapenor, poglavar Arkadijcev pri obleganju Troje, ki ga je po zavzetju mesta pregnala nevihta, ki je vrgla grško floto na obalo Cipra. (Pavzanij viii. 5. § 2.) Agapenor je bil omenjen kot kralj Pafijcev v grškem distihu, ohranjenem v Analekti; Herodot (vii. 90) pa namiguje na arkadsko »kolonijo« na Cipru.
V resnici ga je verjetno ustanovil Nicocles (um. 306 pr. n. št.), zadnji kralj Palaepafosa, na podlagi napisa, ki beleži njegovo ustanovitev templja Artemide Agrotere v Nea Pafosu. Prebivalce Mariona je po njegovem uničenju leta 312 pr. n. št. Ptolemaj verjetno preselil v to novo mesto. Zaklad neuporabljenih srebrnikov (v Ciprskem muzeju), najden pod helenistično hišo iz konca 4. stoletja pr. n. št., je najzgodnejša najdba na mestu in kaže na datum ustanovitve.
Stari Pafos je vedno ohranil prednost pri čaščenju Afrodite in Strabon navaja, da je bila cesta, ki vodi do njega iz Novega Pafosa, vsako leto polna vernikov in vernic, ki so potovali v starodavno svetišče in prihajali ne le iz Novega Pafosa, ampak tudi iz drugih mest na Cipru. Ko je Seneca rekel (N. Q. vi. 26, Epistola 91), da je Pafos skoraj uničil potres, je težko reči, na katero od mest je mislil. Kasij Dion (liv. 23) pripoveduje, da ga je obnovil Avgust in ga imenoval Augusta v njegovo čast; toda čeprav je bilo to ime ohranjeno v napisih, nikoli ni izpodrinilo starodavnega v ljudski rabi.
Napis iz 80. let pr. n. št. govori o nekem Onesandru iz Pafosa, ki je bil imenovanem v Veliki aleksandrijski knjižnici.
Po svetopisemskih Apostolskih delih sta preroka in učitelja, Barnaba in Savel iz Tarza, potem ko sta pristala v Salamisu in oznanjala Božjo besedo v sinagogah,Apd 13,5 potovala po vsej južni obali otoka Ciper, dokler nista dosegla Pafosa.Apd 13,4-6 Tam se je Sergij Pavel, rimski prokonzul, spreobrnil, potem ko je Savel grajal čarovnika Elima.Apd 13,6–12 V Pafosu Dejanja prvič identificirajo Savla kot Pavla.Apd 13,9
Tacit (Hist. II. 2, 3) opisuje obisk mladega Tita v Pafosu, preden je pristopil k imperiju, ki je z veliko radovednostjo raziskoval njegovo zgodovino in starine. (Prim. Suetonius Titus c. 5.) Pod tem imenom je zgodovinar vključil tako starodavno kot sodobnejše mesto: med drugimi značilnostmi čaščenja templja pa zapiše, da je bila edina podoba boginje piramidasti kamen.
Svetišče je bilo med preganjanjem poganov v poznem Rimskem cesarstvu zaprto.

### Arheologija
Arheološki park Paphos pokriva večino starega grškega in rimskega mesta in je zaradi starodavnih ruševin na Unescovem seznamu svetovne dediščine.
Najpomembnejši doslej odkriti ostanki so štiri velike in dovršene rimske vile: Dionizova hiša, Orfejeva hiša, Aionova hiša in Tezejeva hiša, vse z ohranjenimi mozaičnimi tlemi. Poleg tega so izkopavanja odkrila Agoro, Asklepion, baziliko Panagia Limeniotissa, gledališče in nekropolo, znano kot grobnice kraljev.
Arheološke najdbe kulta plodnosti so še starejše in datirajo v neolitik pred osem tisoč leti. Bogata je tudi dediščina starogrških in bizantinskih spomenikov ter posvetnih zgradb. Znameniti so tudi mozaiki iz tega obdobja, ki so eni najbolje ohranjenih primerkov na svetu. Arheološki ostanki na tem območju, vključno s »kraljevimi grobnicami«, izklesanimi iz skale severovzhodno od Pafosa, so vpisani v seznam Unescove svetovne dediščine. Skupaj z nizozemskim Aarhusom je bil izbran tudi za Evropsko prestolnico kulture leta 2017.
{{wide image|Paphos panorama - Cyprus - 3 May 2015.jpg|800px|[[Arheološki park Pafos}}

### Post-klasična zgodovina
Pafos je postopoma izgubil velik del svoje privlačnosti kot upravno središče, zlasti po ustanovitvi Nikozije. Mesto in njegovo pristanišče sta skozi srednji vek in osmansko vladavino še naprej propadala, saj sta Nikozija in pristaniško mesto Larnaka postala pomembnejša.
Mesto in okrožje sta ves čas britanskega kolonialnega obdobja še naprej izgubljala prebivalstvo in številni njegovi prebivalci so se preselili v Limassol, Nikozijo in v tujino. Mesto in okrožje Pafos je do leta 1974 ostalo najbolj nerazvit del otoka.

### Sodobni Pafos
Po turški invaziji na Ciper leta 1974 je prišlo do hitre gospodarske dejavnosti na vseh področjih, zlasti turizma na območju Kato Paphos. Vlada je veliko vložila v namakalne jezove in distribucijo vode, cestno infrastrukturo in izgradnjo mednarodnega letališča Pafos, drugega mednarodnega letališča na Cipru.
V 1980-ih je Kato Paphos prejel večino naložb. V 1990-ih se je dodatno razvilo letovišče Coral Bay, v letu 2000 pa letovišče Aphrodite Hills.
Danes je Pafos s približno 35.961 prebivalci (od leta 2018) priljubljeno turistično letovišče in ribiško pristanišče. Ktima je glavno stanovanjsko okrožje, medtem ko je Kato Paphos ob morju zgrajen okoli srednjeveškega pristanišča in vsebuje večino luksuznih hotelov in zabavno infrastrukturo mesta. Avenija Apostolou Pavlou (Avenija sv. Pavla), najbolj prometna cesta v Pafosu, povezuje dve četrti mesta. Začne se blizu središča mesta na Kennedyjevem trgu in konča pred srednjeveško utrdbo v pristanišču.

## Gospodarstvo
Gospodarstvo Pafosa je močno odvisno od turizma in v okrožju so štiri letovišča: Kato Paphos, Coral Bay, Latchi in Aphrodite Hills. Največji je Kato Paphos, ki zaposluje več kot polovico prebivalstva Pafosa. Kmetovanje, zlasti gojenje banan, grozdja in tobaka, pomembno prispeva h gospodarstvu.

## Znamenitosti
Grad Pafos stoji ob pristanišču in je bil prvotno bizantinska utrdba, zgrajena za zaščito pristanišča. V 13. stoletju so ga ponovno zgradili Lusignanci, preden so ga leta 1570 razstavili Benečani, ker ga niso mogli braniti pred Osmani, ki so ga po zavzetju otoka obnovili in okrepili. Saranta Kolones, Kato Paphos, blizu pristanišča, je grad, zgrajen v prvih letih vladavine Lusignanov (začetek 12. stoletja), morda na mestu prejšnjega bizantinskega gradu. Uničen je bil v potresu leta 1222.
Med zakladi, odkritimi v bližini Pafosa, so mozaiki v Dionizovih, Tezejevih in Aionovih hišah, ohranjeni po 16 stoletjih pod zemljo; oboki in jame; grobnice kraljev; in steber, na katerega naj bi bil sveti Pavel privezan in bičan, ter starodavno gledališče Odeon. Druge zanimivosti so Bizantinski muzej in Okrožni arheološki muzej z zbirko ciprskih starin iz območja Pafosa, ki segajo v obdobje od neolitika do leta 1700 našega štetja. V bližini Odeona so ruševine starodavnega mestnega obzidja, rimska Agora in zgradba, posvečena Asklepiju, bogu medicine.
Mozaični tlaki teh elitnih vil iz 3. do 5. stoletja so med najboljšimi v vzhodnem Sredozemlju. Upodabljajo predvsem prizore iz grške mitologije.
V mestu je veliko katakomb, ki izvirajo iz zgodnjega krščanskega obdobja. Najbolj znana je cerkev sv. Salomona, ki je bila prvotno krščanska katakomba, v kateri so ohranjene nekatere freske iz 12. stoletja. Verjame se, da sveto drevo ob vhodu zdravi bolezni tistih, ki na njegove veje obesijo osebno daritev.
Nekaj km izven mesta se iz morja dviga Afroditina skala (v prevodu »Grški kamen«). Po legendi se je Afrodita na tem mestu dvignila iz valov. Grško ime Petra tou Romiou je povezano z legendarnim mejnim stražarjem bizantinskih časov Digenisom Akritasom, ki je zadrževal roparske Saracene. Rečeno je, da je odvrnil en napad tako, da je v sovražnika vrgel velik kamen.
Na tem mestu so nedavno zgradili letovišče Aphrodite Hills. Letovišče ima hotel s petimi zvezdicami, igrišče za golf z 18 luknjami, teniška igrišča, fitnes, počitniške vile, apartmaje, mestne hiše in Retreat Spa.
Blizu Petre tou Romiou je Palaepaphos, Stari Pafos, eno najslavnejših romarskih krajev v starogrškem svetu in nekoč starodavno mesto-kraljestvo Cipra. Tu stojijo ruševine Afroditinega templja, ki segajo že v 12. stoletje pr. Tempelj je bil do 3.–4. stoletja našega štetja eden najpomembnejših krajev Afroditinega kulta in romanja antičnega sveta. Muzej, ki je v dvorcu Lusignan, hrani artefakte s tega območja.
Yeroskipou je mesto v metropolitanskem območju Pafosa, ki je že vrsto let znano po svoji slaščici loukoumi.
Severovzhodno od Pafosa leži samostan Ayios Neophytos (Sv. Neophytos), znan po svoji Encleistra (Ograda), ki jo je v gori izklesal sam puščavnik, v kateri je nekaj bizantinskih fresk iz 12. in 15. stoletja. V bližini je poslikana vaška cerkev Emba (Empa).
Štiri kilometre severno od Pafosa je vasica Lemba (Lempa), kjer živijo številni umetniki, od katerih imajo mnogi odprte studie. Je dom skulpture, znane kot Great Wall of Lempa, ciprskega umetnika Stassa Paraskosa in Cyprus College of Art.
Pred obalo Pafosa je razbitina ladje Demetrios II, ki je 23. marca 1998 med plovbo iz Grčije v Sirijo s tovorom lesa nasedla v razburkanem morju.
Podobno je 8. decembra 2011 ladja EDRO III nasedla ob obali Cipra. Je v bližini morskih jam Pafosa na zahodni obali otoka blizu polotoka Akamas. Ladja Edro III, zgrajena v 1960-ih, registrirana v Freetownu v Sierri Leone, je v lasti albanske ladijske družbe. Potovala je iz Limassola na Cipru proti Rodosu, ko je nasedla. Še danes je brodolom, čeprav so odstranili tovor in kurilno olje. Lokalne oblasti oklevajo, da bi ladjo odstranile s skal, saj je obala zaščiten naravni park, kjer gnezdijo želve ter uspevajo endemične rastlinske in živalske vrste.

## Podnebje
Pafos ima subtropsko polsuho podnebje (Köppen BSh), z vročimi, suhimi poletji in prijetnimi, bolj deževnimi zimami. Največ dežja pade od novembra do sredine marca, medtem ko poleti skorajda ne dežuje, julija in avgusta v povprečju manj kot 0,3 milimetra. V teh mesecih brez dežja pa se lahko meritve vlažnosti povzpnejo do 85 odstotkov.
Sneženje se pojavi redko – približno vsakih 10 let – in običajno ne povzroči večjih motenj. Skoraj vsako leto se pojavi v hribih Tsada, 6 km severno. Zadnje večje sneženje v središču mesta je padlo pozimi leta 2001.
Vročinski valovi v juliju in avgustu so razmeroma pogosti, ko vroče zračne mase iz puščave Sahara pritečejo na Ciper in povzročijo dvig temperature. Ciper je doživel razmere, podobne suši, in trenutni trend globalnega segrevanja lahko poveča resnost teh razmer. Poleti 2008 je moral Ciper s tankerji pošiljati vodo iz Grčije, da je zadovoljil povpraševanje na otoku. Od takrat so se vodne razmere umirile zaradi dobrih zimskih padavin.

## Umetnost
Pafos je znan po svojih kulturnih in zgodovinskih znamenitostih, vključno s kraljevo grobnico, mozaiki, gradom in številnimi cerkvami, čeprav je priljubljen tudi zaradi festivalov in letnih dogodkov.
Septembra Pafos prireja letno opero na festivalu Afrodite v pristanišču. Grad služi kot kulisa in oder za predstavo. Drug letni dogodek je Open Studios Cyprus, ki poteka med izbranimi vikendi v oktobru. Izbrani umetniki odpirajo vrata svojih studijev širši javnosti in zagotavljajo neformalno okolje za ogled in razpravo o delu z umetnikom.
Obstajajo številne galerije in razstavni prostori v zasebni lasti. Podrobnosti in datume rednih dogodkov lahko najdete v lokalnih angleških časopisih, kot sta Cyprus Weekly in Cyprus Monthly. Palia Ilektriki je razstavni in konferenčni prostor, ki ga vzdržuje občina Pafos. Ta preurejena v središču mesta skozi vse leto gosti konference in razstave.
Leta 2012 je Pafos osvojil naslov Evropske prestolnice kulture 2017 pod izvršnim vodstvom Ektorja Tsatsoulisa in umetniškega direktorja Spyrosa Pisinosa. Leta 2013 je Marios Joannou Elia postal umetniški direktor Pafosa 2017. Po finančni krizi na otoku leta 2013 je Elia preoblikoval in preračunal celoten program.

### Pafos 2017-Evropsko mesto kulture
Pafos je nosil naziv Evropske prestolnice kulture za leto 2017 poleg Aarhusa na Danskem. To je bila odlična priložnost, da se mesto razvije in pritegne več turistov, da odkrijejo pravo lepoto Pafosa. Nekaj let pred letom 2017 je bilo po mestu narejenih veliko izboljšav in vsi so se pripravljali na častni naziv. Začelo se je z otvoritveno slovesnostjo, ki je dala priložnost številnim umetnikom, da zasijejo, kot so sodobne plesne skupine, Glasbena šola Pafos in ne nazadnje Alkistis Protopsalti. V tem letu so po mestu vsak mesec potekali številni kulturni dogodki, kot je Europakonzert 2017 z nastopom Berliner Philarmoniker in slavnim bobnarskim ansamblom Yamato Taiko. Program je imel veliko raznoliko skupino prostovoljcev, ki so veliko prispevali k dogajanju. Pafos je po veličastni zaključni slovesnosti decembra 2017, na kateri sta nastopila Giannis Kotsiras in Yasmin Levi, uradno predal štafeto evropske prestolnice kulture Valletti na Malti in Leeuwardnu na Nizozemskem.

## Pobratena mesta
- Chania, Grčija
- Kalamaria, Grčija
- Preveza, Grčija
- Lamia, Grčija
- Krf, Grčija (1992)
- Mitilene, Grčija
- Anzio, Italija
- Firence, Italija
- Herzlija, Izrael
- Košice, Slovaška
- Aleksandrija, Egipt
- Lijang, Kitajska（2018